# 埃莉诺·鲍威尔
埃莉诺·托里·鲍威尔（Eleanor Torrey Powell 1912年11月21日—1982年2月11日）是一名美国舞蹈家、演员，以在1930年代和40年代的音乐剧中表演踢踏舞出名，是好莱坞黄金时代米高梅的大牌明星，著名作品包括《为舞而生》（1936）等。
1940年代中期，埃莉诺息影，转而主持儿童电视节目，只是偶尔还在电影（如《千万喝采》）中客串一些角色。

## 生平
她出生于美国马萨诸塞州斯普林菲尔德，2岁时父亲离家出走，由祖父母和母亲养大。其母布兰奇在她11岁时送她去学舞蹈，在大西洋城表演时被格斯·爱德华兹（Gus Edwards）发掘，12岁开始为格斯工作。杰克·本尼和埃迪·坎特在大西洋城看到她的表演后，建议她去百老汇发展。
1927年，她和母亲一起搬到纽约市，发现在大西洋城学到的东西不足以在此谋生，因此开始学习踢踏舞，17岁进入百老汇，凭借《Follow Thru》（1929）等作品成名，一度被誉为“世界上最好的踢踏舞者”。
1935年，她又进入好莱坞。她的名声在1940年代开始消退，不久息影，转而主持儿童电视节目，只是偶尔还在电影中客串一些角色。1982年，她因卵巢癌在加州比弗利山庄的家中离世。

## 扩展阅读
- Margie Schultz: Eleanor Powell: A Bio-Bibliography, Greenwood Press, 1994, ISBN 0-313-28110-6